# Сијака Стивенс
Сијака Пробајн Стивенс (енгл. Siaka Probyn Stevens; Мојамба, 24. август 1905 — Фритаун, 29. мај 1988) био је премијер и касније први председник афричке државе Сијера Леоне.

## Биографија
Рођен је у месту Мојамба, јужна провинција Сијера Леонеа. Породица му потиче из племена Лимба. Завршио је средњу школу на Албертовој академији у Фритауну. Касније је постао градоначелник главног града. Био је веома активан и у колонијално доба.
Радио је на железници, оснивао синдикате, те бивао биран на разне положаје. Након независности Сијера Леонеа 1961. године, постао је премијер, иако је кратко време био ван те функције кад је извршен пуч у којем је био свргнут с власти. Касније се вратио на положај. Кад је 1971. године проглашена република, постао је председник. Његова тадашња странка био је Свенародни конгрес. Сви политички противници или припадници других странака морали су да пређу у његову странку, или би изгубили место у парламенту.
Председник је постао паметно искористивши незадовољство северних и источних народа, те је његова странка победила чак и тамо где је доминирала Народна странка Сијера Леонеа, прва коју је основао.
Имао је ауторитарне тенденције, те је постао диктатор, као и многи његови савременици. Референдумом је проглашена једнопартијска држава. Председавао је Организацијом афричког јединства и то мање од године дана (1. јул 1980 — 24. јун 1981). Сишао је с власти 28. октобра 1985. године, након чега је пензионисан. Његово вођење политике и економије непосредно је узроковало избијање грађанског рата 1991. године.
Умро је у Фритауну 29. маја 1988. године, у доби од 83 године.